# Nejc Dežman
Nejc Dežman (Kranj, 7 dicembre 1992) è un ex saltatore con gli sci sloveno.

## Biografia
In Coppa del Mondo ha esordito il 15 gennaio 2012 a Tauplitz (41°), ha ottenuto il primo podio il 17 gennaio 2015 a Zakopane (3°) e l'unica vittoria il 31 gennaio 2015 a Willingen.
Ai Mondiali di Falun 2015, sua unica presenza iridata, si è classificato 20º nel trampolino normale, 26º nel trampolino lungo, 5º nella gara a squadre mista dal trampolino normale e 6º nella gara a squadre dal trampolino lungo.

## Palmarès

### Mondiali juniores
- 1 medaglia:
  - 1 oro (trampolino normale a Erzurum 2005)

### Coppa del Mondo
- Miglior piazzamento in classifica generale: 24º nel 2015
- 2 podi (entrambi a squadre):
  - 1 vittoria
  - 1 terzo posto

#### Coppa del Mondo - vittorie
| Data            | Località  | Nazione  | Trampolino                                                      |
| --------------- | --------- | -------- | --------------------------------------------------------------- |
| 31 gennaio 2015 | Willingen | Germania | Mühlenkopf HS145 (con Jurij Tepeš, Jernej Damjan e Peter Prevc) |